# Aberrasine aberrans
Aberrasine aberrans là một loài bướm đêm thuộc họ Erebidae được Arthur Gardiner Butler mô tả lần đầu năm 1877. Loài này có ở Trung Quốc (Hắc Long Giang, Cát Lâm, Bắc Kinh, Thiểm Tây, Hà Nam, Giang Tô, Chiết Giang, Giang Tây, Phúc Kiến, Hồ Bắc, Hồ Nam, Tứ Xuyên, Quảng Tây, Quảng Đông, Hải Nam), Triều Tiên, Nga, Nhật Bản và Đài Loan.
Sải cánh của loài này có chiều dài 17–26 mm. Con trưởng thành mọc cánh vào tháng 3.

## Phân loài
- Miltochrista aberrans aberrans
- Miltochrista aberrans okinawana (Matsumura, 1930) (Japan)